# Karl von Herberstorff
Karl Freiherr von Herberstorff (* 23. Dezember 1547; † 5. Oktober 1606) war ein bedeutender Vertreter des Protestantismus im steirischen Raum um Radkersburg und im benachbarten ungarischen Gebiet des Eisenburger Komitats.

## Leben und Wirken

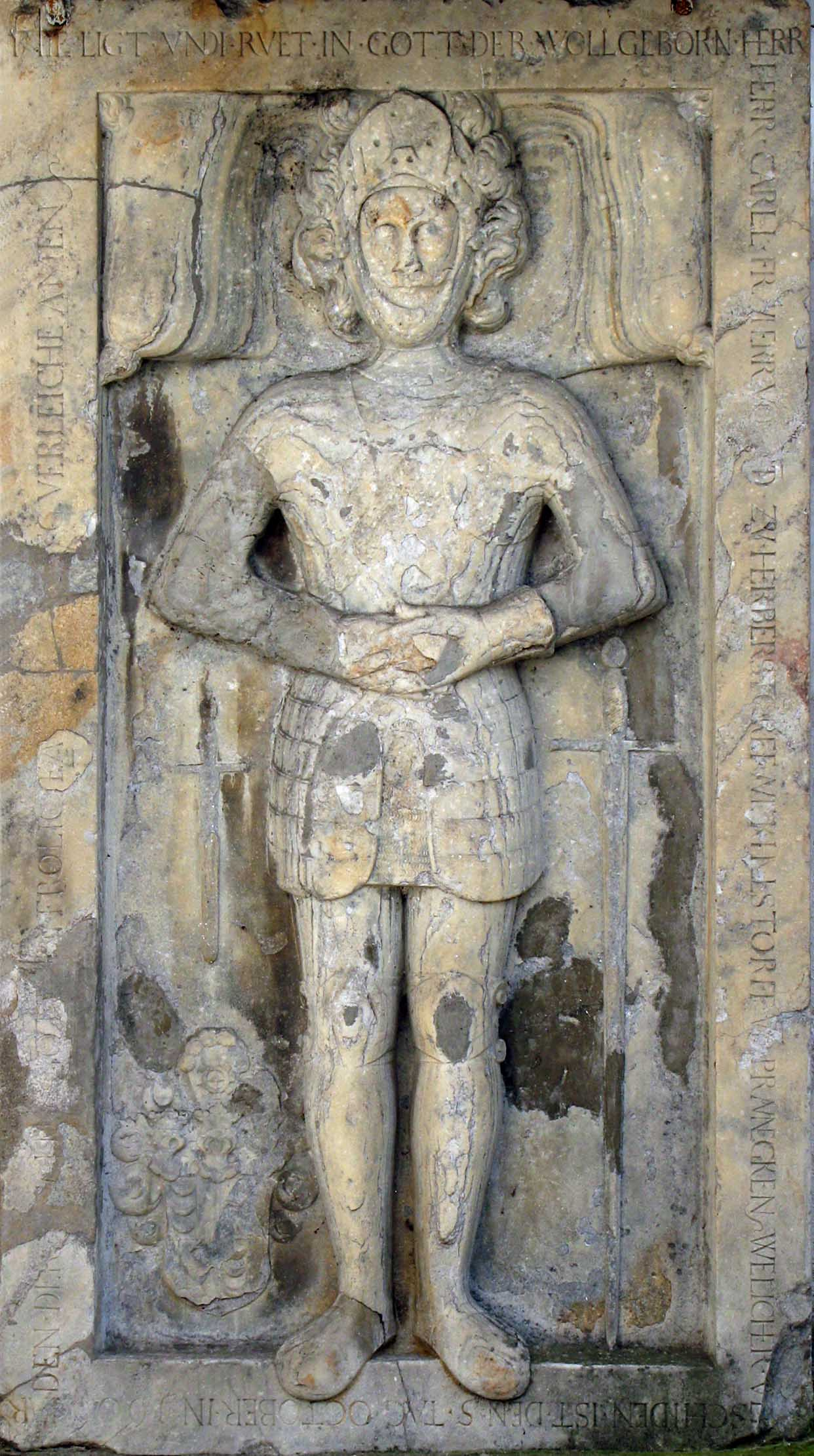
Epitaph des Freiherrn Carl von Herberstorff an der Pfarrkirche in Tišina, Slowenien.

Karl (auch Carl) entstammte dem alten steirischen Adelsgeschlecht Herberstorff. Er war ein Sohn des Freiherrn Franz von Herberstorff und dessen zweiter Gattin Elisabeth von Herberstein. Seine Güter und Besitzungen lagen hauptsächlich im Bereich der Stadt Radkersburg und im südöstlichen Teil der Steiermark. 
Karl war mit Anna Susanne von Liechtenstein verheiratet, einer Tochter des Otto von Liechtenstein-Murau und seiner Gemahlin Benigna von Liechtenstein-Nikolsburg. Aus dieser Ehe gingen zwei Töchter hervor, die später in namhafte steirische Adelsfamilien einheirateten. Benigna, ehelichte den Freiherrn Georg Andreas von Glojach und die jüngere Maria Salomea vermählte sich mit Otto Heinrich, Freiherr von Herberstein.
Im Jahre 1580 rundeten Karl und seine Gattin ihren Grundbesitz ab. Sie erwarben von Wolf Christian von Enzersdorf dessen ausgedehnte Herrschaft mit dem dazugehörigen in der Stadt Radkersburg gelegenen Freihof. Dieser Adels- und Verwaltungssitz grenzte mit der Westseite an die Stadtbefestigung und berührte im östlichen Bereich die von Nord nach Süd verlaufende Herrengasse und den städtischen Hauptplatz. Das Ehepaar ließen sich in den folgenden drei Jahren, anstelle des gotischen Vorgängergebäudes, durch den Festungsbaumeister Giovanni Battista della Porta de Riva, das noch heute bestehende prächtige Palais Herberstorff errichten.
Nach dem Tode seiner Gattin im Jahre 1582, vermählte sich Karl mit Anna Maria von Eggenberg, einer Tochter des Seyfried von Eggenberg und seiner Frau Anna Benigna Galler von Schwanberg.
1582 stiftete Karl von Herberstorff am Prentlhof vor der Stadtmauer von Radkersburg eine protestantische Kirche mit einem Schulhaus und Messnerhaus. 1600 wurde diese Stiftung im Zuge der Gegenreformation durch Sprengung demoliert. Siehe dazu Evangelische Christuskirche Bad Radkersburg.
Karl von Herberstorff verstarb am 5. Oktober 1606. Er wurde in der damals evangelischen Kirche der Herrschaft Petanzen in Tišina bestattet. Das für ihn errichtete Renaissance Grabmal an der Kirchenfassade erinnert auch heute noch an ihn. Die Umschrift auf dem Epitaph lautet: 
HIE LIGT VND RVET IN GOTT DER WOLLGEBORN HERR HERR CARLL FREIHERR VON VND ZV HERPERSTORFF AVF KHALSTORFF VND PRAVNEGKEN ~ WELCHER VERSCHIEDEN IST DEN 5 TAG OKTOBER IN 1606 JAHR DEN DER [unleserlich] GOTT FRÖHLICHE AVFERSTEHVNG VERLEICHE AMEN